# Adelphomyia flavella
Adelphomyia flavella is een tweevleugelige uit de familie steltmuggen (Limoniidae). De soort komt voor in het Palearctisch gebied.